# إتش إس بي سي
إتش إس بي سي (بالإنجليزية: HSBC)‏ هُوَ بنك استثماري بريطاني متعدد الجنسيّات وشركة قابضة لِلخِدماتِ الماليَّة، وَهُوَ أكبر بنك في أوروبا، وتبلغُ إجمالي أصوله 2.715 تريليون دُولَار أمريكيّ في أغسطس 2020، تعود أصوله إلى هونج كونج البريطانيَّة وتأسس بشكله الحاليّ في 1991 في لندن عبر مؤسَّسة هونج كونج وشنغهاي المصرفيّة ليكون بمثابة شركة قابضة،  اسم البَنكِ مُشتق مِن الأحرف الأولى لِشَرِكَة هونغ كونغ وشنغهاي لِلخِدماتِ المصرفيّة (بالإنجليزية: The Hongkong and Shanghai Banking Corporation)‏.
يمتلك البَنكِ نَحو 3900 مَكتَبَ في 65 دَولَةِ وَمِنطَقَة عبر إفريقيا وآسيا وأوقيانوسيا وأوروبا وأمريكا الشماليَّة وأمريكا الجنوبيَّة وله نَحو 38 مليُون عميل،  وَكَانَ سادس أكبر شَّرِكَة عامة فِي العَالم، وفقًا لمقياس مُركب مِن مجلّة «فوربس» لعام 2014،  يُنُظُمِ البَنكِ أعماله ضمنَ أربع مجموعات وهي الخِدماتِ المصرفيّة التجاريَّة، وَالخِدماتِ المصرفيّة العالميَّة والأسواق (المصرفيّة الاستثماريَّة)، وَالخِدماتِ المصرفيّة للأفراد وإدارة الثروات، وَالخِدماتِ المصرفيّة الخاصّة العالميَّة. وأعلن في 2020 أنَّهُ سيوحد ذراع الخِدماتِ المصرفيّة للأفراد وإدارة الثروات مَعَ الخِدماتِ المصرفيّة الخاصّة العالميَّة، لتشكيل مَجمُوعَة «الثروات وَالخِدماتِ المصرفيّة الشخصية».
يمتلك «إتش إس بي سي» قَائِمَة أولية في بورصة هونغ كونغ وسوق لندن للأوراق المالية،  وَهُوَ أحد مكونات مؤشر هانغ سنغ ومؤشر فوتسي 100، وبلغت قيمته السوقِيَّة 66.1 مِليار جنيه إسترليني 30 أكتوبر 2020، وَهُوَ ثالث أكبر شَّرِكَة مدرجة في بورصة لندن،  وله سجل واسع في الفضائح، وتمَّ تغريمه أَكثَرَ مِن مرَّة بعدة تهم مِنهَا غسل الأموال والجريمة المنظَّمة وَالمُنَظَّمَات الإرهابية،  وَوَضع خطط لتجنب الضرائب.

## التاريخ
أَسّسَ «توماس ساذرلاند» بنك هونج كونج وشنغهاي في مستعمرة هونغ كونغ البريطانية في 3 مارس 1865، وتأسس رسميًا في شَنغهاي في 14 أغسطس 1866 بِاِسمِ «مؤسَّسة هونغ كونغ وشنغهاي المصرفيّة» بموجب مرسوم صادر عَن مجلس هونغ كونغ التشريعي، مستفيدًا مِن بدء التِجَارَةِ في الصين ومنها تجارة الأفيون،  وَفِي عام 1980 اِستَحوذ «إتش إس بي سي» على 51 بالمائة مِن أسهم «بنك مارين ميدلاند» ومقره الوَلاَياتِ المتَّحدة، وَفِي 1987 أستحوذ عليهِ بالكَامِل، وأعاد المَجلِسِ التشريعي تسميته إلى «شَّرِكَة هونغ كونغ وشنغهاي المصرفيّة المحدودة» في 6 أكتوبر 1989، وأصبح مسجلاً كبنك مُنَظَّم مَعَ المفوض المصرفي آنذاك لحكومة هونج كونج.
كَانَت «إتش إس بي سي» القابضة الَّتِي تأسّست أصلاً في إنجلترا وويلز،  شَّرِكَة غير تجاريَّة، وأكملت تحولها في 25 مارس 1991 إلى الشَّرِكَة القابضة الأم لِشَرِكَة «هونغ كونغ وشنغهاي المصرفيّة المحدودة»، واستعدادًا لشرائها لبنك ميدلاند ومقره المملكة المتَّحدة والنَّقلِ الوشيك لسيادة هونغ كونغ إلى الصين، اكتمل اِستِحواذ «إتش إس بي سي القابضة» على «ميدلاند بانك» في 1992، وتَضمّنَت شروط الاِستِحواذ نَقل مَقَر «إتش إس بي سي القابضة» مِن هونج كونج إلى لندن في عام 1993.
بَدَأتِ عَمَليّات الاِستِحواذ الرَئِيسيّة في أَمرِيكا الجنوبيَّة بشراء «بانكو باميريندوس» البرازيلي مُقابِل 1 مِليار دُولَار في مارس 1997،  والاِستِحواذ على «روبرتس سا دي انفرسيونس أوف ارجنتينا» مُقابِل 600 مليُون دُولَار في مايو 1997،  وَفِي مايو 1999 عزز «إتش إس بي سي» تواجده في الوَلاَياتِ المتَّحدة بشراء «بنك نِيُويُورك الجمهوريّ الوطنيّ» مُقابِل 10.3 مِليار دُولَار.

### 2000 إلى 2010

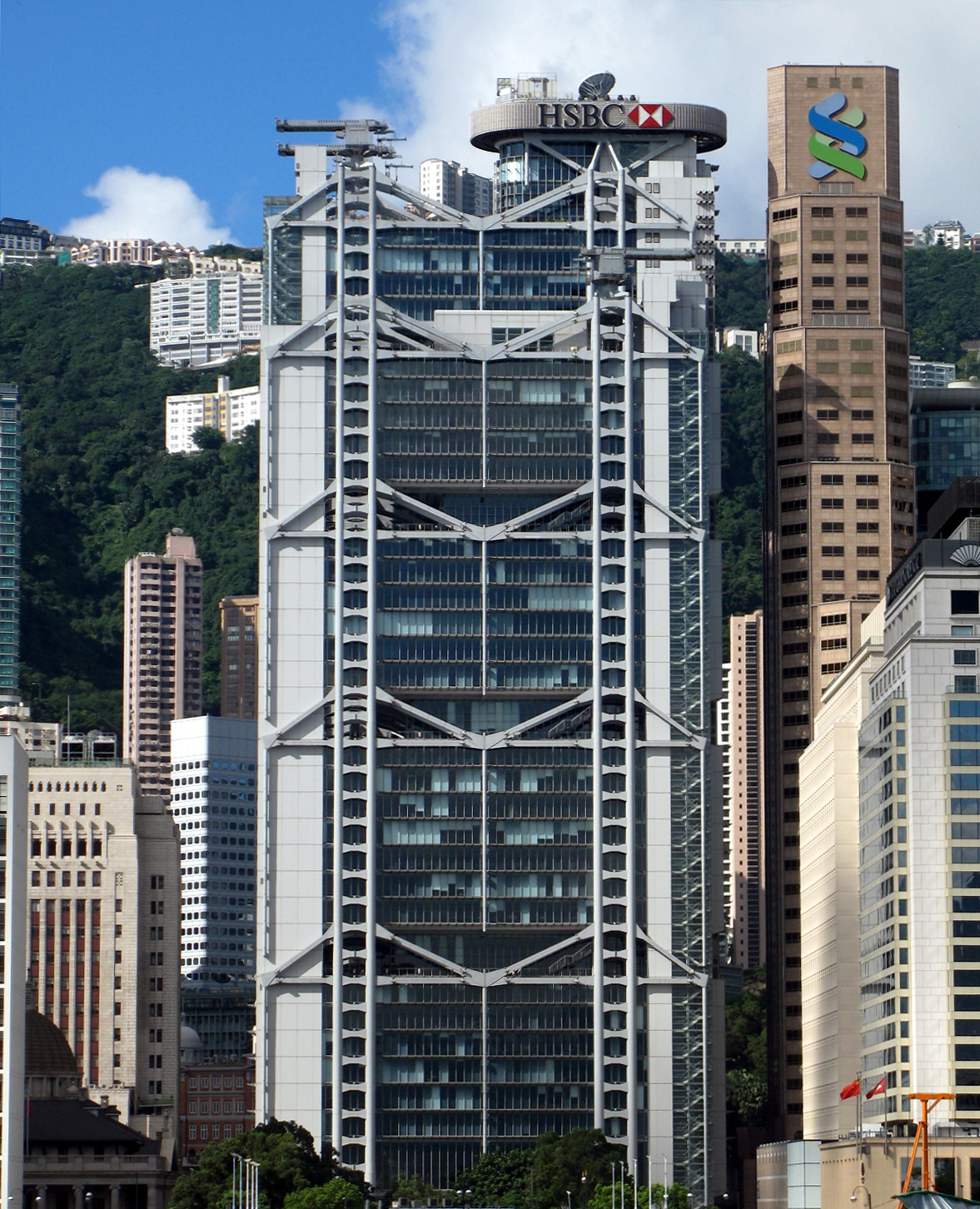
مبنى "إتش إس بي سي" الرئيسي في هونغ كونغ، الذي صممه نورمان فوستر واكتمل في عام 1985

بدأَ البَنك في دخول سوق أوروبا القارية في أبريل 2000 عَندَمَا اِستَحوذ على بنك «كرديت كومرسيال دي فرانس» الفرنسيّ مُقابِل 6.6 مِليار جنيه إسترليني،  وَفِي يوليو 2001 اشترى بنك «دميربانك» التركي المُعسر،  وَفِي يوليو 2002 أَعلَنَت شَّرِكَة آرثر آندرسن أن «إتش إس بي سي يو إس أيه» ستشتري جُزءًا مِن مُمَارَسَة الضرائب فيها عبر شركتها الفرعيّة «خِدماتِ استشارات الثروة والضرائب»، وَفِي أغسطس 2002 اِستَحوذ «إتش إس بي سي» على بنك «غروبو فينانسيرو بيتال» الَّذِي يُعد ثالث أكبر بنك تجزئة في المكسيك مُقابِل 1.1 مِليار دُولَار.
في نوفمبر 2002 وسع «إتش إس بي سي» نفوذه بشكل كَبِير في الوَلاَياتِ المتَّحدة، تحت رئاسة جون بوند، حيثُ أنفق 9 مِليار جنيه إسترليني (15.5 مِليار دُولَار أمريكي) للاستحواذ على «مؤسَّسة تمويل الأسرة»، وهي جهة إصدار لبطاقات الائتمان الأمريكيَّة ومقرض الرهن العقاري. ووصفت مجلّة ذا بنكر الاِستِحواذ بأنَّه صَفقَة العقد الأول مِن القرن الحادي وَالعَشرَينِ،  وأُعيد تسمية المؤسسة بِاِسمِ «إتش إس بي سي فينانس» والتي تُعد ثاني أكبر مقرض رهن عقاري في الوَلاَياتِ المتَّحدة.
اِفتَتَحَت «إتش إس بي سي القابضة» مَقَرها الجَدِيد «8 كندا سكوير» في لندن رسميًا في أبريل 2003،  وَفِي سبتمبر 2003 اشترى بنك «إتش إس بي سي» بنك «بولسكي كرديت سا» البولندي مُقابِل 7.8 مليُون دُولَار،  وووسع عملياته في الصين بشراء 19.9 بالمائة مِن بنك الاتصالات في شَنغهاي في يونيو 2004،  واستحوذ على «ماركس آند سبنسر ريتايل لِلخِدماتِ الماليَّة القابضة المحدودة» ومقره في المملكة المتَّحدة مُقابِل 763 مليُون جنيه إسترليني في ديسمبر 2004.
في عام 2005 اتَّهمت مجلّة بلومبرج ماركتس [الإنجليزية] بنك «إتش إس بي سي» بغسيل الأموال لصالح تجَّار المخدرات والدُّوَلِ الراعية للإرهاب، ووصف الرَّئِيس التَّنفِيذِيِ آنذاك «ستيفن غرين» الاتهام بأنَّه هجوم فردي غير مسؤول، لكنّ التحقيق اللاحق أشارَ إلى أن الاتهام كَانَ دقيقًا وأثبت تورط البَنكِ في غسيل أموال لصالح كارتل سينالوا في جَمِيعَ أنحاءِ المكسيك.
تَضمّنَت عَمَليّات الاِستِحواذ في 2005 استحواذه على «شَّرِكَة متريس» في أغسطس وهي جهة إصدار بطاقات ائتمان أمريكيَّة مُقابِل 1.6 مِليار دُولَار،  وشراء حصّة 70.1 بالمائة مِن «بنك دار السّلامِ للاستثمار» العراقي في أكتوبر،  وَفِي أبريل 2006 اشترى «إتش إس بي سي» 90 فرعًا مِن «بانكا ناسيونالي ديل لافورو» الأرجنتيني مُقابِل 155 مليُون دُولَار،  وَفِي ديسمبر 2007 اِستَحوذ على «البَنكِ الصيني في تايوان»،  وفي عام 2007 خفض «إتش إس بي سي» حيازاته مِن سندات الرهن العقاري المُرتبطة بالقروض العقارية بمقدار 10.5 مِليار دُولَار، ليصبح أول بنك كَبِير يُعلنَ خسائره بسببِ أزمة الرهن العقاري.
قَالَت بلومبيرغ نيوز أن «إتش إس بي سي» يُعد أحد أقوى البنوك فِي العَالم وفقًا لبعض المقاييس. وعَندَمَا طلبت «خزانة صاحبة الجلالة» مِن البنوك البريطانيَّة زِيادَةُ رأس مالها في أكتوبر 2007، حولت المجمُوعة 750 مليُون جنيه إسترليني إلى لندن في غضون ساعات، وأعلنت أنَّها أقرضت البنوك البريطانيَّة الأُخرى 4 مِليار جنيه إسترليني. واستحوذ البنك على شَّرِكَة «إي إل آند إف إس انفستمنت» الهنديَّة في مايو 2008.
في مارس 2009 أعلن «إتش إس بي سي» إغلاق فروع «إتش إس بي سي فينانس» التابع لَهُ في الوَلاَياتِ المتَّحدة، وأدى ذَلِك لتسريح 6 ألف مُوَظَّف،  وصرح رَئِيسَ مَجلِسِ الإِدَارَةِ «ستيفن جرين» بأنَّه يتمنى أن الاِستِحواذ لَم يتم،  ووصف المحلل «كولين مورتون» الاِستِحواذ بأنَّه كارثة مطلقة.
في مارس 2009 أَعلَنَت «إتش إس بي سي القابضة» أن أرباح 2008 بَلَغَت 9.3 مِليار دُولَار أمريكي، وأعلنت عَن إصدار أسهم معروضة بسعر خاصّ لمساهميها الحاليين بِمَا يتناسب مَعَ حيازتهم للأسهم القديمة، بقيمة 12.5 مِليار جنيه إسترليني (17.7 مِليار دولار؛ 138 مِليار دُولَار هونجي كونجي) لتمكينها مِن شِرَاء البنوك الأُخرى الَّتِي تناضل للبقاء،  وتسببت الشكوك مِن الآثار المترتّبة على هَذَا القَرَارِ في حدوث تقلبات في سوق الأوراق الماليَّة في هونغ كونغ، حيثُ انخفض سعر سهم «إتش إس بي سي» بنِسبَة 24.14 بالمائة، وتمَّ بيع 12 مليُون سهم في أول دقائق التَّدَاوُلِ في 9 مارس 2009.

### 2010 إلى 2013

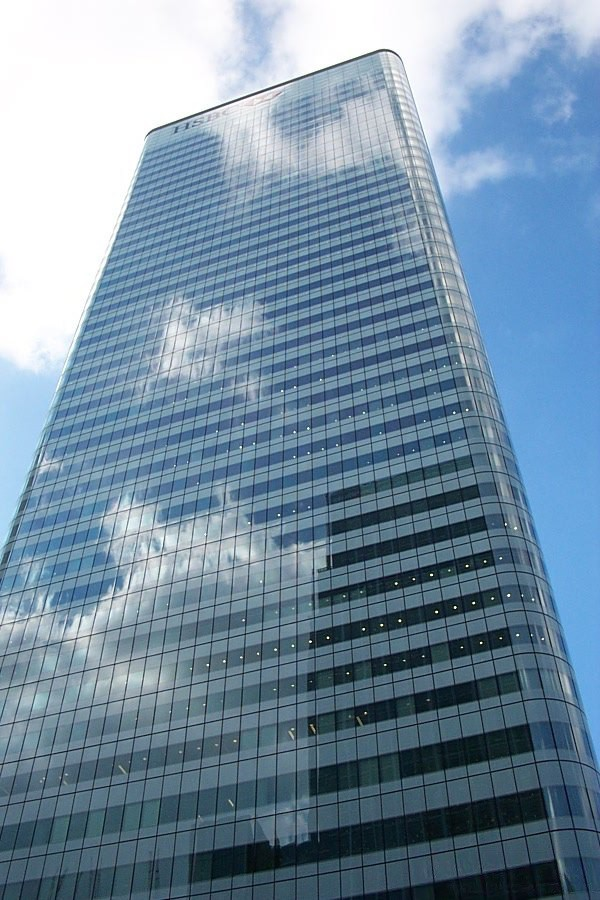
مقر "إتش إس بي سي" العالمي "8 كندا سكوير" في كناري وارف، لندن

في 2010 خطط رَئِيسَ مَجلِسِ الإِدَارَةِ آنذاك ستيفن جرين لمغادرة «إتش إس بي سي» لقبول التعيين الحكوميّ في وزارة التِجَارَةِ، وَكَانَ من المتوقع أن يحل محله الرَّئِيس التَّنفِيذِي للمجموعة «مايكل جيوجيجان»، بدعم من كبار الموظَّفين الحاليين والسَّابقين، ولكنَّ العديد من المساهمين دفعوا لتنصيب مرشح خارجي. وانقسم مَجلِسِ إِدَارَةَ بِشَأنِ ذَلِك، وتخوَّف المستثمرون من إضرار الخلاف بالشَّرِكَة.
في 23 سبتمبر 2010 أعلن جيوجيجان أنَّهُ سيتنحى عَن مَنصِب الرَّئِيس التَّنفِيذِي لبنك «إتش إس بي سي»،  وخلفه «ستيوارت جاليفر»، وخلف جرين في مَنصِب رَئِيسَ مَجلِسِ الإِدَارَةِ المدير الماليّ دوغلاس فلينت، ويهدف الرَّئِيس التَّنفِيذِي ستيوارت جاليفر لخفض التكاليف بمقدار 3.5 مِليار دُولَار خِلال العامين المقبلين، وأعلن «إتش إس بي سي» نيته لخفض 25 ألف وظيفة والخروج من 20 دَولَةِ بحلول عام 2013 بِالإضافة إلى خفض 5000 وظيفة أُعلن عَنهَا في وَقتِ سابق من العَامِ، حيثُ سيركز قسم الخِدماتِ المصرفيّة للأفراد في «إتش إس بي سي» على المملكة المتَّحدة وهونغ كونغ والأسواق ذَات النمُو المرتفع مِثل المكسيك وسنغافورة وتُركيَّا والبرازيل، وَالبُلدان الأصغر الَّتِي يتمتع فِيهَا بحصة سوقِيَّة رائدة. وبحسب رويترز قال الرَّئِيس التَّنفِيذِي «ستيوارت جاليفر» لوسائل الإعلاَمِ أن البَنك سيخفض وظائف أَكثَرَ.
في أغسطس 2011 وَافَقَ «إتش إس بي سي» على بيع 195 فرعًا في ولاية نِيُويُورك وكونيتيكت لِشَرِكَة «بنك نياجرا الأول»، وتصفية استثماراته إلى «كي كورب»، و«كوميونيتي بنك»، و«فايف ستار بانك» مُقابِل مِليار دُولَار، وأعلن إغلاق 13 فرعًا في كونيتيكت ونيوجيرسي،  وَفِي 9 أغسطس 2011 وَافَقت شَّرِكَة «كابيتال وان فينانسيال كورب» على الاِستِحواذ على أَعمَال بطاقات الائتمان الأمريكيَّة «إتش إس بي سي» مُقابِل 2.6 مِليار دُولَار،  وقٌدرت صافي أرباح «إتش إس بي سي القابضة» بَعدَ خصم الضرائب بنحو 2.4 مِليار دُولَار. في سبتمبر أعلن «إتش إس بي سي» أنَّهُ ينوي بيع أَعمَال التأمين العامَّة الخاصّة بِهِ مُقابِل مِليار دُولَار.
في عام 2012 كَانَ «إتش إس بي سي» موضوع جلسات استماع الجنة الفرعيّة الدَّائِمَةِ لِمَجلِسِ الشيوخ الأمريكيّ للتحقيق في أَوجُه القصور الشديدة في ممارسات مكافحة غسيل الأموال، وقدمت اللَّجنَةِ نتائجها في 16 يوليو،  الَّتِي خلصت إلى أن بنك «إتش إس بي سي» حول 7 مِليار دُولَار من الأوراق النقدية من المكسيك إلى فرعه في الوَلاَياتِ المتَّحدة وَكَانَ الكثير مِنهَا متعلق بتجارة المخدرات ، وأنه تجاهل روابط تمويل الإِرهَابِ،  وتحايل بنشاط على الضمانات الأمريكيَّة الَّتِي تمنع المُعاملات مَعَ الإرهابيين وأباطرة المخدرات والأنظمة المارقة، حيثُ أخفى معاملات مَعَ إيران تَبلُغ 19.4 مِليار دُولَار.
في 11 ديسمبر 2012 وَافَقَ «إتش إس بي سي» على دَفعِ غرامة قياسية قدرها 1.92 مِليار دُولَار في قَضِيَّة غسيل الأموال، وقالت وزارة العدل أن مسؤولو البَنك تجاهلوا بشكل متكرر تحذيرات من عَدَمِ كفايةً أَنظِمَة المُراقبة،  ولاحقًا قال الرَّئِيس التَّنفِيذِي للبنك «ستيوارت جاليفر» أن البَنك يتحمل المسؤوليَّة عَن أخطائه الماضية.
أعلن الرَّئِيس التَّنفِيذِي الجَدِيد «ستيوارت جاليفر» في 11 مايو 2013 أن «إتش إس بي سي» سيعيد تَركِيزَ استراتيجيَّة أعماله وأنه يُخطط لتقليص عملياته على نطاق واسع، حيثُ أن البَنك لَم يُعدُّ يهدف لأنَّ يكون «البَنك المحليّ العالميّ» بسببِ تصاعد التكاليف المُرتبطة بذلك، وحاجته لتوفير 3.5 مِليار دُولَار أمريكيّ بحلول عام 2013 لخفض النفقات العامَّة من 55 إلى 48 المائة من الإيرادات.
في يوليو 2013 عُين «آلان كير» رئيسًا تنفيذيًا لبنك إتش إس بي سي بَعدَ استقالة «بريان روبرتسون» من منصبه.

### منذ 2013
في يونيو 2014 وَافَقت «إتش إس بي سي ليف المحدودة» على بيع 4.2 مِليار جنيه إسترليني من أَعمَال المعاشات التَّقاعُدِيَّةَ في المملكة المتَّحدة إلى «سويس ري»،  وَفِي فبراير 2015 أصدر الاتِحاد الدوليّ للصحفيين الاستقصائيين معلومات تَستَنِدَ إلى سجّلات حساب «إتش إس بي سي» المخترق حول سلوك بنك «إتش إس بي سي» التِجَارِيّ تحت عُنوان «سويسليكس»، يزعم فيها أن البَنك استفاد من التعامل مَعَ السياسيين الفاسدين والديكتاتوريين والمتهربين من الضرائب وتجار الماس وتجار الأسلِحَةِ وَغَيرَهُم من العملاء،  وسعى محققو مجلس الشيوخ الأمريكي في 2012 للحصول على سجّلات حساب «إتش إس بي سي» المخترق من فالسياني والسُلطات الفرنسيَّة لكنهم لَم يحصلوا عَلَيهَا. وأعلن «إتش إس بي سي» في أغسطس 2015 أنَّهُ سيبيع وحدته البرازيليَّة إلى بانكو براديسكو مُقابِل 5.2 مِليار دُولَار بَعدَ سنوات من أدائه المُخيب للآمال.
أعترف «تَقرير ثقة العلَّامة التجاريَّة» لعام 2015 بأنَّ بنك «إتش إس بي سي» هُوَ البَنك الأجنبي الأكثر ثقة في الهند،  وفي مايو 2016 أعلن «إتش إس بي سي» أنَّهُ سيغلق 24 من فروعه الخمسين في الهند، وتقليل وجوده في البلاد إلى 14 مَدِينَة. وَفِي 20 مارس 2017 ذكرت صحيفة الغارديان البريطانيَّة أن مئات البنوك ساعدت عَمَليّات في غسل الأموال المُرتبطة بلجنة أمن الدولة خارج روسيا، كما كشف تَحقِيق اسمه جلوبال لاوندرومات.
كَان بنك «إتش إس بي سي» أحد البنوك السبعة عشر في المملكة المتَّحدة التي تواجه أسئلة حول "مَا يعرفونه عَن المخطط الدوليّ، ولماذا لَم يرفضوا تحويلات الأموال المشبوهة"، حيثُ عالج «إتش إس بي سي» 545.3 مليُون دُولَار من الأموال المغسولة، وحول معظمها عبر هونغ كونغ"، ومن بَين البنوك الأُخرى الَّتِي تواجه التدقيق بنك "رويال بنك أوف سكوتلاند"، وبنك ويستمنستر الوطني، ولويدز بنك، وباركليز و"كوتس". فيمَا صرح «إتش إس بي سي» بأنَّه ضدَّ الجريمة الماليَّة، وأنَّ القضية تسلط الضوء على الحاجة إلى مُشَارَكَة أكبر للمعلومات بَين القطاعين العَام وَالخاصّ.
في 1 أكتوبر 2017 خلف مارك تاكر دوجلاس فلينت كرئيس مَجلِس إِدَارَة مَجمُوعَة «إتش إس بي سي» وَهُو أول رَئِيس غير تنفيذي يتم تعيينه في المجمُوعة،  وَفِي أكتوبر 2017 أعلن البَنك أن الرَّئِيس التَّنفِيذِي لِلخِدمات المصرفيّة للأفراد وإدارة الثروات «جون فلينت» سيخلف «ستيوارت جاليفر» في مَنصِب الرَّئِيس التَّنفِيذِي للمجموعة في 21 فبراير 2018. كما أعلن البَنك في 5 أغسطس 2019 أن فلينت سيغادر وسيحل محله «نويل كوين» رَئِيس البَنك التِجَارِيّ العالميّ التابع لبنك إتش إس بي سي بشكل مؤقت،  وَفِي مارس 2020 عُين بشكل دائم في منصبه.
في فبراير 2020 أعلن «إتش إس بي سي» تسريح 35000 مُوَظَّف في جَمِيع أنحاء العَالَم بَعد انخفاض أرباحه بنِسبَة 33 بالمائة في عام 2019،  وَفِي يناير 2021 أعلن إغلاق 82 فرعًا في بريطانيًا وإلغاء أَكثَر من 340 وظيفة.
قَالَت وَسَائِل الإعلاَم في فبراير 2021 أن «إتش إس بي سي» يخطط للانسحاب من الخِدمات المصرفيّة للأفراد في الوَلاَيات المتَّحدة، ويتطلع إلى بيع فروعه الأمريكيَّة المُتبقية البالغ عددها 150 فرعاً،  وأنه سيحول تركيزه إلى عملياته الآسيويّة، وللتوسع في الشَّرق الأوسَط.
2023 نوفمبر يعتزم بنك "إتش إس بي سي" تقديم خدمة إيداع الأصول الرقمية، مثل أوراق الرموز المالية، للعملاء المؤسسيين، في أحدث خطوة من البنك تجاه عصر التمويل الجديد.
وفي فبراير 2024 أعلن بنك "إتش إس بي سي هولدينغز" أنه تكبد خسائر بقيمة 3 مليارات دولار خلال الثلاثة أشهر الأخيرة من العام 2023 على حصته في شركة بنك أوف كوميونيكيشنز وخسائر بملياري دولار من بيع ذراعه في فرنسا.

## العمليات

خريطة الدول التي يعمل فيها "إتش إس بي سي"

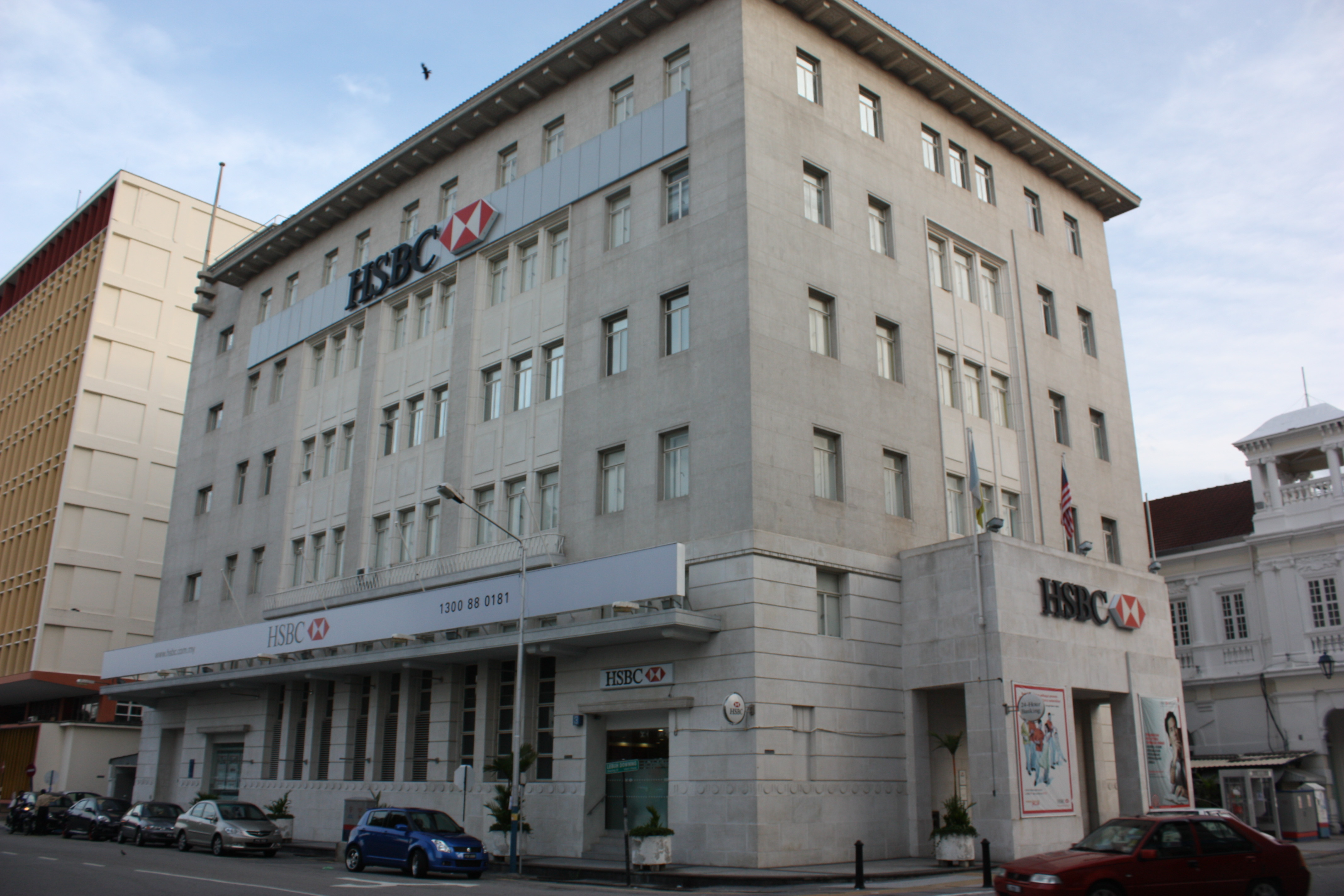
بنك "إتش إس بي سي" في جورج تاون، بينانق، ماليزيا

يقع مقر «إتش إس بي سي» العالمي في «8 كندا سكوير» في كناري وارف، لندن.
افتتح فرعه الأول في البلدان العربية والشرق الأوسط في العاصمة اللبنانية بيروت لينتقل من ثَمَّ إلى بلدانٍ أخرى مثل الإمارات، وسلطنة عمان، وقطر، ومصر، والبحرين، والكويت، والأردن وفلسطين، وفي السعودية كان البنك البريطاني للشرق الأوسط يعمل منذ عام 1949، وتحول اسمه في 1978 إلى المصرف السعودي البريطاني، وفي وقت لاحق أصبح يعرف اختصارا باسم ساب.
كَانَ «إتش إس بي سي» رابع أكبر بنك فِي العَالم من حيثُ الأصول في 2014 بقيمة 2670.00 مِليار دُولَار أمريكي، وَهُوَ ثاني أكبر بنك من حيثُ الإيرادات الَّتِي بَلَغَت 146.50 مِليار دُولَار أمريكي، والأكبر من حيثُ القِيمَة السوقِيَّة البالغة 180.81 مِليار دُولَار أمريكي،  وَفِي 2007 كَانَ البَنك الأكثر ربحية فِي العَالم حيثُ حقَّقَ صافي دخلَ يبلغ 19.13 مِليار دُولَار في 2007، مُقارنة بتحقيق سيتي غروب صافي دخلَ يبلغ 3.62 مِليار دُولَار، وَتَحقِيق بنك أوف أمريكا صافي دخلَ يبلغ 14.98 مِليار دُولَار في نفس الفَترَةِ. وصُنف البَنك في 2007 كأكبر مَجمُوعَة مصرفية فِي العَالم من قَبلَ «تير ون كابيتال»،  وَفِي يونيو 2014 صَنَّفت ذا بنكر البَنك في المرتبة الأولى في أُورُوبَّا الغَربيَّة والخامسة فِي العَالم من حيثُ رأس المال من المُستَوى الأول. وَفِي فبراير 2008 أختارته مجلّة «ذا بنكر» كأفضل علامة تجاريَّة مصرفية فِي العَالم.

### خروج بريطانيًا من الاتِحاد الأوروبيّ
أعلن «إتش إس بي سي» أنَّهُ سينفق 300 مليُون دُولَار من الرسوم القانونيَّة ورسوم الانتقال لنقل 1000 مُوَظَّف من لندن إلى باريس بسببِ انسحاب المملكة المتحدة من الاتحاد الأوروبي،  وَفِي الرُبع الثاني من 2017 أنفق 4 مليُون دُولَار كرسوم «للتكاليف المُرتبطة بخروج المملكة المتَّحدة من الاتِحاد الأوروبيّ»، حيثُ يخطط لنقل مَا يقرب من خمس المصرفيين الاستثماريين من لندن إلى مكتبه في باريس لِلحِفَاظِ على نقطة وصول مستمرة إلى سوق الاتِحاد الأوروبيّ الموحدة، بينما سيبقى المقر الرَئِيسيّ في لندن،  ومن المتوقع أن تتجنب حَرَكَةِ الموظَّفين خسارة مِليار دُولَار من الإيرادات بَعدَ خروج بريطانيًا من الاتِحاد الأوروبيّ.

## السياسة البيئية
في أكتوبر 2020 التزم «إتش إس بي سي» بتحقيق صفر انبعاثات بحلول عام 2050، والعَمَل مَعَ العملاء المحايدين للكربون فقط بحلول ذلك العام، كما التزم بتوفير 750 مِليار دُولَار إلى 1 تريليون دُولَار لمساعدة العملاء على تَحقِيق ذَلِك، كما تعهد بتحقيق الحياد الكربوني في عملياته الخاصّة بحلول 2030.

## الخلافات

### فضائح الفوركس وليبور ويوريبور 2014
غرمت لجنة تداول السلع الآجلة الأمريكيَّة في 2014 بنك «إتش إس بي سي» 275 مليُون دُولَار أمريكيّ لمشاركته في فضيحة الفوركس،  كما قام البَنك بتسوية بمبلغ 18 مليُون دُولَار أمريكيّ في فضيحة ليبور ذَات الصِلَة، وتسوية بمبلغ 33 مليُون يورو لفضيحة سعر يوريبور.

### مخططات التهرب الضريبي 2015
في فبراير 2015 أصدر «الاتِحاد الدوليّ للصحفيين الاستقصائيين» معلومات حول السُّلُوك التِجَارِيّ للبنك تحت عُنوان «سويسليكس»، اتَّهم البَنك أنَّه يستفيد من التعامل مَع المتهربين من الضرائب وعملاء آخرين،  وقالت بي بي سي بأنَّ البَنك ضغط على وَسَائِل الإعلاَم وطلب منها عدم الكتابة عَن هَذَا التقرير،  ولاحقًا استقال «بيتر أوبورن» كَبِير المعلقين السياسيين في «الديلي تلغراف» وَفِي رسالة مفتوحة قال فِيهَا أن الصحيفة أخفت القصص السلبية عَن البَنك وأخفت التحقيقات عَنه بسبب إعلاناته في الصحيفة.

### مخطط 3.5 مِليار دُولَار 2016
في يوليو 2016 اتَّهمت وزارة العدل الأمريكيَّة اثنين من مدراء بنك «إتش إس بي سي» التنفيذيين بالتخطيط للاحتيال على عملاء البَنك والتلاعب بسوق الصرف الأجنبي لصالح أنفسهم ولصالح البَنك، في مخطط لِلاستيلاء على 3.5 مِليار دُولَار،  وهما مواطنان بريطانيان «مارك جونسون» و«ستيوارت سكوت» الَّذِي كَان رَئِيس «إتش إس بي سي» الأوروبيّ لتداول العملات الأجنبيَّة في لندن حتَّى ديسمبر 2014. قبضت السُلطات على جونسون في 19 يوليو 2016 في مطار جون كنيدي الدوليّ في مَدِينَة نِيُويُورك، وأصدرت أمر باعتقال سكوت. حيثُ أُدين مارك جونسون بتسع تهم بالاحتيال والتآمر للاحتيال فيمَا يَتَعَلَّق بإدارة صفقات عملاء «إتش إس بي سي» وحُكم عليه بالسجن لمدَّة عامين.

### صناعة الدفاع 2018
في ديسمبر 2018 ذكرت صحيفة جيروزاليم بوست أن بنك «إتش إس بي سي» سيسحب استثماراته من شَّرِكَة أنظمة إلبيط، أكبر مقاول عسكري غير حكوميّ في إسرائيل،  وبرر بنك «إتش إس بي سي» قراره بأنَّه «يدعم بقوة مُرَاعَاة مبادئ حُقوق الإِنسان الدوليَّة لأنَّها تنطبق على الأَعمَال التجاريَّة»،  وأصدرت «حملة التضامن مَع فلسطين» بياناً صحفياً «أَعلَنَت فِيه النصر» ونقلت عَن مدير المَجلِس «بن جمال» قوله إن القَرَار يوضح «فَعَالِيَة المُقاطعة وسحب الاِستِثمَارات وفرض العُقُوبات كتكتيك»،  وأفاد مَوقِع «جويش بريس» بأنَّ عدَّة مصادر زعمت أن قرار «إتش إس بي سي» لَم يتأثر بحركة المُقاطعة ولكنَّه كَان «قرارًا استثماريًا».

### وثائق فنسن 2020
أظهرت وثائق فنسن أن «إتش إس بي سي» نَقل الملايين من أموال سلسلة بونزي بَين عاميّ 2013 و2014 على الرغم من تحذيرات حكومة الوَلاَيات المتَّحدة في 2012.

### أخرى
فقدان البيانات (2008)
في 2008 أصدر «إتش إس بي سي» بيان أكيد فِيه أنَّه فَقَد قرصًا يحتوي على تفاصيل 370,000 عميل من عملاء التأمين على الحَيَاة، وقال البَنك إن القرص فُقد وإن بياناته غير مُشفرة،  ولاحقًا غرمته «هيئة الخِدمات الماليَّة» 3 مليُون جنيه إسترليني لفشله في حماية البيانات وبيانات العملاء.
خرق العُقُوبات الأمريكيَّة على إيران
سهل البنك تحويل الأموال في إيران نيابة عَن شَّرِكَة هواوي الصينيَّة من عام 2009 إلى عام 2014، في خرق للعقوبات الأمريكيَّة على إيران.
اِدِعاءات القذافي
قَالَت «جلوبال ويتنس» إن البَنك يحتفظ بمليارات الدولارات لصالح المؤسسة الليبية للاستثمار الَّتِي يُسَيطِر عَلَيهَا العقيد معمر القذافي، ورفض البَنك الكشف عَن معلومات حول الأموال بحجة سرية العملاء.
مطالبات إزالة الغابات
أنتجت مؤسَّسة «جلوبال ويتنس» تَقرير بعنوان «في المُستقبل لن تكون هُناك غابات متبقية» يتهم البَنك بدعم أكبر سبع تكتلات ماليزيَّة للأخشاب مَسؤُولَة عَن إزالة الغابات في ولاية سراوق،  وأكد البَنك أن الاتهامات ليست دقيقة، ورفض الإفصاح عَن عملائه بحجة سرية العملاء،  كما قَالَت منظمة السلام الأخضر المُدافعة عَن البيئة أن البَنك يساهم في إزالة الغابات في إندونيسيا ويُوفِر الأموال لمنتجي زيت النخيل للمزارع جديدة، ونفى البَنك الادِعاءات وقال أنَّه ملتزم بسياسته الخاصّة بالاستدامة الَّتِي تمنعه من تمويل المشروعات الَّتِي «تضر بالغابات ذَات القِيمَة العالية».
مسجد شَمَال لندن المركزي
في 2014 أغلق البَنك حساب مسجد فنزبري بارك والعديد من حسابات العملاء وَالجَمَاعات المسلمة،  وأفادت عدَّة مصادر بأنَّ ذَلِك مرتبط بتمويلها للجمعيات الخيرية المُرتبطة حركة حماس خِلال حرب 2014 بَين إسرائيل وغزة.
فشلَ معالجة المدفوعات
في أغسطس 2015 فشلَ البَنك في معالجة مدفوعات نِظَام المقاصة الآلي للمصرفيين (BACS) ممَّا أدَّى إلى توقف دَفع رواتب آلاف الأَشخَاص.

## وصلات خارجية
- الموقع الرسمي